# 清國奴
清國奴（日语：／ chankoro ?），是從清朝末年開始，日本人對中國人所使用的一種歧视语，也是侵华战争时期日军使用的「军队中国语」用词。日本人亦曾用以侮辱日治時期臺灣的本島人。直到日本戰敗後才在日本社會消退，成為死語。

## 词源
明治时期日本人常蔑称中国人为（chanchan bōzu），中国人音译作「腔腔薄支」或「锵锵波子」，意思是「猪尾巴秃子」，为嘲笑清国人辫发的歧视用语。日本人也有用或等汉字表达一词。但随着民国成立展开剪辫运动后，此用法逐渐被（chankoro）取代。
（chan）可能是源自「清」的讹音，（koro / ）在日语有「小崽子」的意思。如在1907年日治时期臺灣總督府民政部出版的《日台大辞典》里，就被翻译成「清国儿」和「清国子」（白話字：Chheng-kok-kiáⁿ）。台湾人则用臺語中发音接近的「清国奴」（白話字：Chheng-kok-lô͘）作为对应词汇，如在1929年的《臺灣民報》就有此写法。
后来的中港台学者也普遍将（chankoro）译作「清国奴」。

## 衍生
日本吞并朝鲜后，（chankoro）一词也传入韩语成为「짱꼴라」（jjangkkolla），之后演变成现今的「짱깨」（jjanggae），成为韩国人对中国人的贬称。现今常被解读为「掌柜」或「酱狗」等。
此外，日本互联网上还有將与争议颇多的大型网络论坛「2channel」结合起来，造出（ni chankoro）一词，用作对2channel用户的侮辱性称呼。